# Giorgio Tuinfort
Giorgio Tuinfort (Paramaribo, 30 april 1981) is een Surinaams-Nederlands componist, muziekproducent en pianist. Hij heeft samengewerkt met tal van bekende artiesten, waaronder sinds 2006 ook met internationale artiesten als Michael Jackson, Britney Spears, Akon, David Guetta, Lionel Ritchie en Whitney Houston. Hij won een Gouden Harp, Gouden Kalf en de Buma Exportprijs en werd genomineerd voor meerdere Grammy Awards.

## Biografie
Tuinfort werd in Paramaribo geboren en kwam zeven maanden later met zijn moeder in Nederland aan waar zij een betere toekomst wilde opbouwen. In het huis in Den Haag dat zij betrokken, had de vorige eigenaar een piano laten staan die bepalend werd in de verdere ontwikkeling van de jonge Giorgio. Al op zeer jonge leeftijd speelde hij bijna elke dag op het instrument. Omdat zijn vingers nog niet de juiste grootte hadden voor het volgen van vingerzettingen, moest hij wachten tot zijn zevende jaar om op de Stedelijke Muziekschool van Den Haag te kunnen beginnen.
Toen hij elf jaar oud was waren zijn muzikale talenten al voldoende duidelijk om toegelaten te worden tot een zesjarige dagopleiding aan het Koninklijk Conservatorium in zijn stad. Zijn hoofdvak was piano en hij ambieerde het om klassiek pianist te worden. Daarnaast kreeg hij intensief les in muziektheorie en tal van andere muziekvakken.
Na zijn studie aan het conservatorium begon Giorgio als componist en producer voor Nederlandse Rhythm-and-bluesartiesten te werken, onder wie Edsilia Rombley en Re-play. Ook leverde hij werk voor artiesten uit andere genres, zoals de pianocompositie van Het land van waarmee Lange Frans & Baas B in 2005 een nummer 1-hit behaalden. Verder produceerde hij verschillende top 10-hits van de zanger Brace. Ook componeerde hij filmmuziek. Dit werk leverde hem en de andere componisten van de filmmuziek van Bolletjes blues in 2006 een Gouden Kalf op.
In 2006 was hij medeschrijver en -producer van de single The sweet escape van Gwen Stefani samen met de zanger en producer Akon. De single kwam internationaal in de top van de hitlijsten terecht. Uit het contact met Akon ontstond een verdergaande samenwerking, waarvoor Tuinfort verhuisde naar de Verenigde Staten.
In 2008 werden hij en Akon door Michael Jackson gevraagd met hem samen te werken aan nieuw materiaal; een voorbeeld daarvan is hun coproductie van Hold my hand. Ook maakte Tuinfort voor Jackson een remix van het vroegere werk Wanna be startin' somethin'. Later, in 2014, produceerde hij van Jackson ook nog het nummer Love never felt so good voor diens postume album Xscape. In deze tijd gingen ook weer nieuwe deuren open naar andere bekende artiesten en produceerde hij werk van bijvoorbeeld Lionel Richie en Whitney Houston. In 2009 won hij verschillende prijzen, waaronder de Buma Exportprijs voor zijn internationale verdiensten.
Ondertussen ging zijn werk voor internationale artiesten door, zoals voor David Guetta en Avicii voor wie hij co-producer was van de track Sunshine. Dit werk leverde hem een nominatie op voor een Grammy Award. Ook leverde hij samen met David Guetta en Akon bijdragen aan diverse wereldhits, waaronder Titanium van Guetta met Sia Furler waaraan ook Afrojack meeproduceerde. Ook is hij bijvoorbeeld een van de componisten achter de hit Turn me on van Guetta uit 2012.
In 2012 werd Tuinfort onderscheiden met een Gouden Harp voor zijn oeuvre. Ondertussen werd hij nog enkele malen genomineerd voor een Grammy Award en bleef hij muziek componeren.
Tuinfort staat erom bekend de schijnwerpers te vermijden en geen interviews te doen. Hij stelt dat "muziek voor zichzelf spreekt" en leid een kalm en relatief teruggetrokken leven.
- International Standard Name Identifier: 0000 0001 3236 4544
- Library of Congress Control Number: no2018003796
- MusicBrainz: df5274d8-1060-4097-a916-a5f888e400a9
- Virtual International Authority File: 1145970204732251593